# 英國海外領土公民
英國海外領土公民（英語：British Overseas Territories citizen），舊稱英國屬土公民（British Dependent Territories citizen），是指憑藉與英國海外領土之關係取得英國國籍之人士。

## 沿革

### 1981年英國國籍法令
在《1981年英國國籍法令》於1983年1月1日正式生效以後，原有的英國及殖民地公民（Citizen of the United Kingdom and Colonies，簡稱CUKC）身份被重新劃分為三大類別：
- 英國公民

凡與英國及其列島（即包括英國本土、海峽群島及曼島）具有密切關係（意指在當地出生，或先祖來自當地的人士），並擁有該地居留權的英國及殖民地公民，獲重新歸類為英國公民。
- 英國屬土公民

凡與英國屬土具有密切關係的英國及殖民地公民，獲重新歸類為英國屬土公民（簡稱BDTC）。這類人士可同時擁有英國屬土公民與英國公民之身份；例如，一名在1983年1月1日前於百慕達出生的人士，只要其父或母一方生於英國，該人士即可擁有雙重公民身份。
- 英國海外公民

其餘的英國及殖民地公民皆歸類為英國海外公民。
此外，除上述三者，該法令還設立了其他的英國國籍類別。不過由於這些類別的合資格人士在1983年以前都不是英國及殖民地公民，因此在此不贅。

### 2002年英國海外領土法令
在2002年2月26日起，英國屬土公民身份更名為英國海外領土公民（簡稱BOTC）。根據該法，除了塞浦路斯英屬基地區的英國海外領土公民外，大部分英國海外領土公民均可根據該法的第4A或第5章取得英國公民身份。

### 本土人身份
英國海外領土公民之身份乃包括了英國的所有海外領土。儘管每一個海外領土都沒有屬於他們自己的合法國籍身份，但他們卻有權為自己制定入境法律和判給本土人身份（belonger status），因此，英國海外領土公民並不會憑這個身份在英國海外領土取得居留權。至於他們取得居留權與否，就要視乎該領土的相關入境法律，所以有部分的英國海外領土公民實際上並不取有任何英國海外領土之居留權。
同樣地，根據不同海外領土的相關入境法律，部分人士可以在沒有英國海外領土公民身份之情況下，取得本土人身份。絕大部分的非英國公民在取得本土人身份後，通常都獲歸化成英國海外領土公民，而英國公民亦可以自願成為英國海外領土公民。

## 取得英國海外領土公民（BOTC）身份

### 於英國海外領土出生者
自1983年1月1日開始，如果父或母一方為英國海外領土公民，或在海外領土「定居」的話，其在海外領土出生的子女即為英國海外領土公民。
- 只要父或母一方符合以上條件，即能取得英國海外領土公民資格。
- 如果是父親一方符合條件，孩子的父母必須已婚。假如父母在孩子出生後才結婚，那要直到他們正式結婚後，孩子才有資格取得此身份。惟如果此條件仍未能達到的話，孩子依然可透過1981年之法令內的第17章（1）的條款，讓他們無條件取得英國海外領土公民身份。
- 「定居」一詞指在該海外領土通常居住，而在入境法律下沒有被施加逗留期限。
- 父母所擁有的英國海外領土公民身份，其所聯繫的海外領土無須與孩子的出生地一樣，而他們之定居地亦然。比方說，對一個在福克蘭群島出生的孩子而言，如果其父親是來自聖海倫娜島的英國海外領土公民，那他的孩子依然可取得英國海外領土公民身份。可是，除非得到當地相關入境法律之許可，這孩子卻不一定同時取得福克蘭群島或聖海倫娜島之本地人身份。
- 如果父母為英國公民，其子女不具備成為英國海外領土公民之條件。

#### 個別例子
若果孩子出生後，其父母才成為任一英國海外領土公民，或在任一海外領土定居，他仍然有權申請成為英國海外領土公民。不過，有關申請必須在孩子年滿18歲前提出，而他亦須要在同一海外領土連續居住至10歲為止。

### 於英國海外領土以外出生者
任何於1983年1月1日或以後，生於英國海外領土以外之人士，只要其父或母一方為英國海外領土公民，皆可以世襲繼承之途徑自動成為英國海外領土公民。惟其父或母之英國海外領土公民身份並不可同樣從世襲繼承之途徑取得。
- 只要父或母一方符合以上條件，即能取得英國海外領土公民資格。
- 如果是父親一方符合條件，孩子的父母必須已婚，否則孩子不能自動成為英國海外領土公民。假如父母在孩子出生後才結婚，那要直到他們正式結婚後，孩子才有資格取得此身份。
- 如果孩子的父或母同樣透過世襲繼承之途徑取得英國海外領土公民身份，那麼孩子便不可自動成為英國海外領土公民。通常而言，其父或母須居於一海外領土至少三年，並須在孩子出生後12個月內為他申請登記成為英國公民，那孩子才合資格成為英國海外領土公民。
- 對於在海外領土的政府任職之官員而言，假如他們因工在外地誕下孩子，孩子一般不會取得英國海外領土公民身份，但此身份並不以世襲繼承之途徑取得。換句話說，這類孩子雖在海外領土出生，但仍會得到像海外領土內出生一樣之對待。
- 在一些罕見的情況中，內務大臣或某海外領土的總督可讓其子女無條件取得英國海外領土公民身份。（例如在其子女沒有國籍之情況下）

### 歸化成英國海外領土公民
如要歸化成英國海外領土公民，往往要視乎申請者是否與英國海外領土公民擁有婚姻關係。
如申請者與英國海外領土公民擁有婚姻關係，該申請人必須：
- 已獲准無限期地居於一特定的海外領土（即相關的海外領土）
- 已在該地連續合法地居住滿三年
- 已具有認可的英語能力，或具有當地認可的官方語言能力

如申請者沒有與英國海外領土公民擁有婚姻關係，該申請人必須：
- 已在該海外領土連續合法地居住滿五年
- 已獲准無限期地居於一特定的海外領土，而該批准已生效超過12個月或以上
- 有意繼續在當地居住，並為當地的政府、任何機構或組織工作。
- 已具有認可的英語能力，或具有當地認可的官方語言能力

所以歸化申請人必須要「品行良好」（good character），而儘管歸化的批核權由相關海外領土的總督擁有，但只要符合要求，歸化申請一般都會獲得批准。

## 進而取得英國公民身份
在2002年5月21日以前，只有來自福克蘭群島與直布羅陀之英國海外領土公民可以自動取得英國公民身份。但自當日起，所有未成為英國公民之英國海外領土公民，均可自動取得此身份，不過賽普勒斯英屬基地區則不在此限。
任何在2002年5月21日以後取得英國海外領土公民的人士，皆可循下列任何一種途徑成為英國公民：

### 透过第4A章登記
任何英國海外領土公民均可根據《1981年英國國籍法令》的4A章（於2002年5月21日起生效），憑藉其身份而申請取得英國公民身份。惟
- 申請者之英國海外領土公民身份不可透过賽普勒斯英屬基地區取得
- 申請者在申請前未曾放棄過英國公民身份
- 申請者必須是品行良好者

這類申請是無條件的，而且一般也不會被拒絕。透過這類並非以世襲繼承取得之申請權利，不少在英國本土以外出生的兒童均能成為英國公民。

### 定居英國
- 任何英國海外領土公民只要居於英國、海峽群島或萌島達5年，並獲發無限期居留（Indefinite Leave to Remain）滿12個月的話，即可透過《1981年國籍法令》第4章申請成為英國公民。
- 任何英國海外領土公民如與英國公民擁有婚姻關係，居於英國滿3年，並獲發無限期居留，亦即可申請歸化英籍。

自從《1981年英國國籍法令》的4A章生效後，這種透過非以世襲繼承取得之申請權利，僅適用於賽普勒斯英屬基地區之英國海外領土公民。

### 透過第5章登記
任何透過直布羅陀取得英國海外領土公民身份之人士，均可透過《1981年國籍法令》第5章申請成為英國公民。但與4A章不同的是：
- 對直布羅陀的英國海外領土公民而言，這是一項無可拒絕之權利
- 即使以往曾放棄過英國公民身份，此章仍然有效適用
- 以世襲繼承之形式賦予

自《2002年英國海外領土法令》生效後，此法而漸少被引用，但它仍然是現行法律之一部分。

### 在英國海外領土出生而自動取得
自2002年5月21日起，只要父或母一方是英國公民，並定居於英國或任一英國海外領土（塞浦路斯英屬基地區除外），其出生於英國海外領土之子女即可自動取得英國公民身份（即使沒有取得英國海外領土公民身份）。至於在1983年1月1日至2002年5月20日期間，則只有福克蘭群島享有此權利。

## 英國海外領土公民身份儀式
自2004年1月1日起，所有年屆18歲的英國海外領土公民新申請者，在正式歸化或登記時，都必須出席一個公民身份儀式，除要向英國君主作效忠宣誓外，也要對相關海外領土作出宣誓。這種新規定亦適用於申請英國海外領土公民身份之英國公民；至於所有在2002年5月21日以後歸化為英國海外領土公民之人士，在日後進而申請成為英國公民，則須要再一次出席公民身份儀式，對英國作宣誓。

## 喪失英國海外領土公民身份
英國海外領土公民身份可因以下而情況不自願的喪失：
- 與英國公民相類似的條款遭剝奪
- 所屬海外領土獨立或脫離管治

有關「與英國公民相類似的條款遭剝奪」一項，可參閱英國國籍法一文。此外，如果英國海外領土公民取得海外公民身份，其英國海外領土公民不會喪失，但其本土人身份則有機會喪失（須視乎有關地區之法律）。

### 獨立
自1983年1月1日以來，只有聖克里斯多福及尼維斯一處英國屬土取得獨立。因此，
- 自當地於1983年9月19日獨立後，所有憑當地取得的英國屬土公民身份即告失效。
- 至於在當地獨立後，沒有申請聖克里斯多福及尼維斯公民身份之人士，可繼續保留英國屬土公民身份，並在2002年更名為英國海外領土公民。

### 香港英國屬土公民（BDTC）

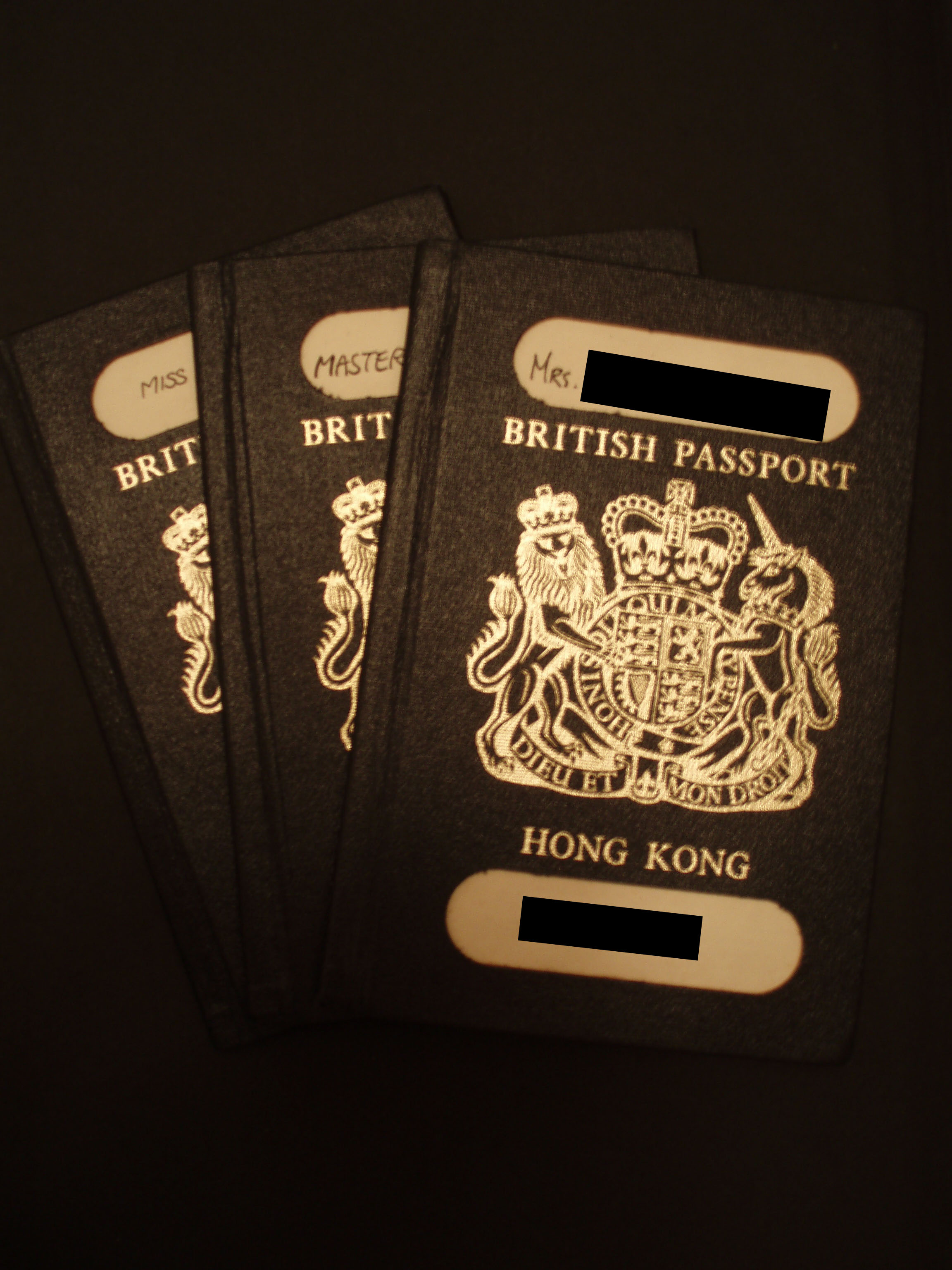
香港主權移交前所使用的英國屬土公民護照。

港英政府在1985年10月17日宣佈，在1997年7月1日起，即是在香港主權移交到中華人民共和國後，所有由人民入境事務處簽發的英國屬土公民護照即告失效。
- 為讓香港人選擇與英國保留某種關係，英國屬土公民護照持有人可在主權移交前的期限內，申請沒有居英權的英國國民（海外）護照（BNO）以保留英國國籍。[1][2]當時部分香港市民奮力爭取居英權，[3]最後英方決定在1990年設立居英權計劃，給予最多五萬名人士及其家屬完全的英國公民身份。 這些人主要是高級公務員、紀律部隊人員、公司高級行政人員及專業人士。
- 任何沒有中華人民共和國國籍（或其他國家國籍），又沒有申領英國國民(海外)護照之人士，均在1997年7月1日自動成為英國海外公民。[1]
- 根據中方規定，凡在中國大陸或香港出生的華裔人士，不論是否同時擁有其他公民或國籍身份，自動成為中華人民共和國公民。

由於《2002年英國海外領土法令》將「英國屬土」更名「英國海外領土」，為免衍生漏洞，該法令指明新例並不適用於香港。而隨後的《2002年國籍、入境與庇護法令》更表明，任何與香港有關係之人士均不可登記成為英國海外領土公民。

## 公民身份之批核權
儘管歸化與申請成英國海外領土公民的批核權由內務大臣所有，但根據《1981年英國國籍法令》第43章，此權力悉數授權予海外領土之總督。在十分罕有的情況下，英國的內務辦公室亦會處理有關英國海外領土公民身份的申請，而相關海外領土的總督將會獲得知會。至於在一般情況下，任何向英國內務辦公室提出的英國海外領土公民身份申請，都會轉交予相關海外領土的總督處理。

## 與法國比較
與法國比較的話，會發現法國的海外屬土公民都是法國公民，而不論他們是生於法國本土、外島，抑或是各屬土，其法國公民身份亦不受動搖。另在部分情況下，對一些前法國殖民地而言，生於殖民地時期的居民亦可取得法國公民身份，可見法國的情況要比英國寬鬆。此外，法國海外屬土屬於法國海外省，在國民議會有其代表，但英國下議院並沒有英國海外領土的代表。

## 外部鏈接
- BRITISH NATIONALITY ACT 1981（页面存档备份，存于）
- British Overseas Territories Act 2002（页面存档备份，存于）
- Nationality, Immigration and Asylum Act 2002（页面存档备份，存于）
- FAQs: The British Overseas Territories Act, 2002 (referred to after as the 'Act')（页面存档备份，存于），Foreign and Commonwealth Office
- Belonger Status（页面存档备份，存于），Government of Anguilla